# Fremont O. Phillips

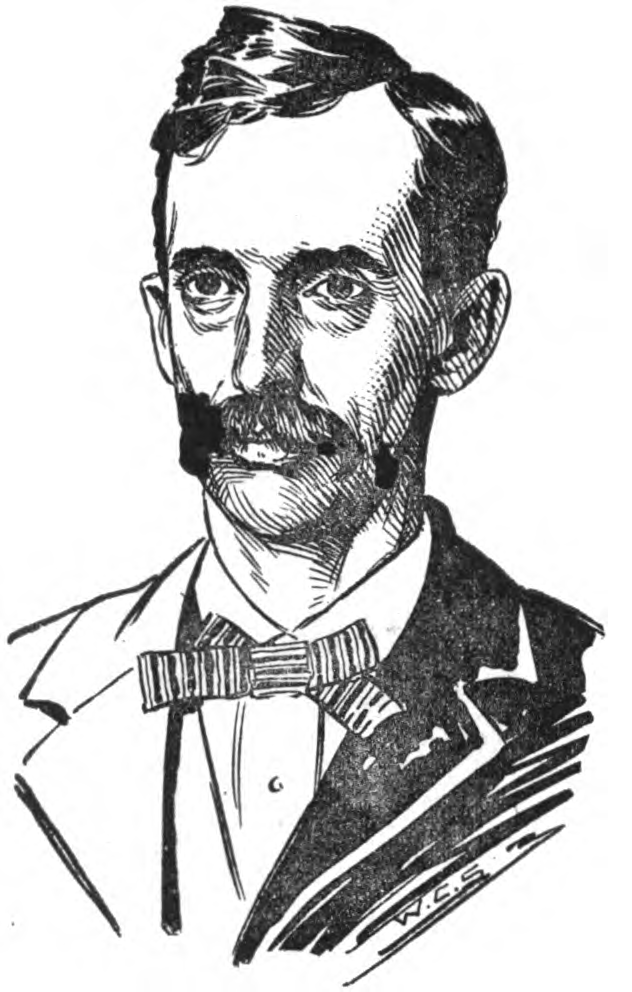
Fremont O. Phillips, Zeichnung um 1900

Fremont Orestes Phillips (* 16. März 1856 in Lafayette, Allen County, Ohio; † 21. Februar 1936 in Medina, Ohio) war ein US-amerikanischer Politiker der Republikanischen Partei. Vom 4. März 1899 bis 3. März 1901 war er Mitglied des Repräsentantenhauses der Vereinigten Staaten für den 20. Kongressdistrikt des Bundesstaates Ohio.

## Biografie
Fremont O. Phillips wurde im Städtchen Lafayette in Ohio geboren. Phillips besuchte dort die öffentlichen Schulen. 1873 zog er nach Medina, ebenfalls in Ohio gelegen, um. Dort besuchte er die High School. Am Kenyon College studierte er anschließend Rechtswissenschaft. 1880 wurde er als Rechtsanwalt zugelassen und war fortan als solcher in Medina tätig. In seiner Heimatstadt bekleidete er das Schiedsamt. Zwischen 1886 und 1890 war er Bürgermeister von Medina. Von 1892 bis 1897 war er Richter im Dienst des Medina County.
Bei den Kongresswahlen 1898 wurde er als Vertreter des 20. Wahlbezirks von Ohio ins US-Repräsentantenhaus gewählt. Seinen Wahlbezirk vertrat er für 1 Legislaturperiode, er wurde 1900 nicht mehr nominiert. Anschließend war Phillips wieder als Rechtsanwalt in Medina tätig. Zwischen 1916 und 1934 war er Vorsitzender der Republikanischen Partei im Medina County. Zwischen 1924 und 1932 war er erneut als Richter für den Medina County tätig. Im Februar 1936 starb Phillips in Medina. Er wurde auf dem Spring Grove Cemetery in Cincinnati beigesetzt.